# Kenji
Ne doit pas être confondu avec Kendji.
Kenji (けんじ, ケンジ) est un prénom japonais très courant pour les garçons.

## Écritures possibles
Kenji peut s'écrire en utilisant différentes combinaisons de kanjis et avoir différentes significations :
- 賢二 : sage et second (enfant)
- 健二 : (bonne) santé et second (enfant)
- 健次 : (bonne) santé et prochain (enfant)
- 謙二 : modeste et second (enfant)
- 研二 : recherche et second (enfant)
- 憲次 : (bonne) constitution et prochain (enfant)
- 健司 : (bonne) santé et règne
- 健治 : (bonne) santé et gouverne/décide
- 賢治 : sage et gouverne/décide
- 健児 : santé

Le prénom peut également être écrit en hiragana ou katakana.

## Personnalités
Personnalités réelles ayant Kenji comme prénom :
- Kenji Kawai (憲次, 1957-), compositeur japonais
- Kenji Miyazawa (1896-1933), poète
- Kenji Ōba (1955-), acteur
- Kenji Mizoguchi (1898-1956), réalisateur
- Kenji Sawada (1948-), chanteur et compositeur

## Jeu Vidéo
Kenji, est un personnage du jeu vidéo mobile Brawl Stars qui a l'apparence d'un ninja.